# António Morato
António Maurício Farinha Henriques Morato (Lisboa, 6 de novembro de 1964) é um ex-futebolista português que atuava como defesa.

## Carreira
António Morato fez parte da Seleção Portuguesa de Futebol, no Campeonato do Mundo de Futebol de 1986.